# 忠孝乡
忠孝乡，是中华人民共和国四川省绵阳市三台县下辖的一个乡镇级行政单位。2019年12月，撤销双胜镇，将其所属行政区域划归忠孝乡管辖，忠孝乡人民政府驻北街28—2号。

## 行政区划
忠孝乡下辖以下地区：
社区、河江村、千佛村、东坪村、四通村、五爱村、庞岩村、石鼓村、建兴村、大田村和隆垭村。